# Robyn
Robyn, pseudonimo di Robin Miriam Carlsson (Stoccolma, 12 giugno 1979), è una cantautrice e musicista svedese.

## Carriera

### Gli inizi
Tutto ebbe inizio quando partecipò al laboratorio musicale della sua scuola, per il quale scrisse e interpretò la sua prima canzone, all'età di soli 13 anni. Il giorno del saggio di fine anno venne invitata una nota cantante svedese, Meja che, dopo aver sentito la canzone di Robyn (che trattava il divorzio dei suoi genitori), restò favorevolmente stupita; la referenziò al suo management, che decise subito di parlare con i genitori della piccola e l'accordo fu che, una volta finiti gli studi, Robyn avrebbe firmato un contratto con la Ricochet Records Sweden, acquistata da BMG nel 1994.

### Il debutto e il successo
L'anno del suo debutto discografico fu il 1994, con i singoli elettro-pop You've Got That Somethin' e Do You Really Want Me (Show Respect), ma il suo vero e proprio album, dal titolo Robyn Is Here, venne pubblicato l'anno seguente. Ottenne subito un notevole successo, che, la sua casa discografica decide di tentare la distribuzione statunitense e i due pezzi scelti sono Show Me Love e Do You Know (What It Takes). L'obiettivo viene raggiunto; entrambi i singoli finiscono nella Billboard Hot 100 e in più Robyn viene scelta per accompagnare i Backstreet Boys nel loro tour.
Dopo un leggero esaurimento nervoso, che l'ha costretta a rimanere ferma per un po', nel 1998 torna in studio, per registrare un nuovo album My Truth, che verrà pubblicato a maggio dell'anno seguente. La RCA Records, etichetta sussidiaria della BMG, annuncia di voler pubblicare l'album anche negli Stati Uniti ma poi propone a Robyn di ri-registrare parte dell'album e, solo nel caso in cui la cantante avesse accettato, lo avrebbe distribuito anche sul mercato musicale statunitense, ma Robyn non accetta e l'anno successivo passa alla Jive Records (sempre BMG).
Dopo 4 anni dall'uscita del terzo album, nel 2002, è la volta di Don't Stop the Music, del quale solo una canzone disco varca i confini della sua terra natia, la Svezia, arrivando in Inghilterra: il brano Keep This Fire Burning viene scelto come cover dalla britannica Beverly Knight. A causa di altri screzi con la label, decide di crearsi un'etichetta discografica tutta sua, la Konichiwa Records. Come portavoce di questa nuova etichetta, i cui segni distintivi sono caramelle abnormi, uccellini, canguri e il cui logo è un uccellino, Robyn pubblica il suo quarto album, il "self titled" Robyn (aprile 2005), anticipato dal singolo Be Mine!, conquistandosi in pochissimo tempo la vetta delle classifiche svedesi e vincendo numerosi premi in patria. 
Collabora con i Basement Jaxx nel brano Hey U inserito nel disco Crazy Itch Radio (2006).
Inoltre partecipa al secondo album di Christian Falk dal titolo People Say.
Nel dicembre 2006 pubblica nel Regno Unito un EP dal titolo Rakamonie EP, che non ha molto successo. Nel marzo 2007 ci riprova e questa volta riscuote una grande considerazione da parte del pubblico britannico con il singolo Konichiwa Bitches e la ristampa del disco Robyn. 
Ma il maggior successo europeo avviene grazie alla collaborazione con il connazionale Kleerup, con il singolo With Every Hearthbeat, che scala tutte le classifiche dance europee (#1 della Official Singles Chart) e, per la prima volta, anche quelle italiane. Anche i successivi singoli Handle Me e Be Mine! ottengono un buon successo.
Sempre nel 2007 partecipa al singolo This One's for You dei Fleshquartet (dall'album Voices to Eden). Nel frattempo la Konichiwa Records si associa alla Universal Music Group per quanto riguarda la distribuzione di Robyn. Collabora con Britney Spears (corista in Piece of Me) e con Snoop Dogg (per il remix di Sexual Eruption). Nel 2008 si esibisce come open act per Madonna durante il suo Sticky & Sweet Tour, evento che le vale nel gennaio 2009 un Grammy Svedese come Miglior artista live del 2008.
Nel 2009 collabora con i Röyksopp partecipando all'album Junior e con Dr. Alban nel singolo No Coke.
Nel marzo 2010 appare nella serie televisive svedese Dom kallar oss artister. Nel frattempo annuncia alcune collaborazioni previste per il suo successivo album in studio: si tratta di Röyksopp, Klas Åhlund, Diplo e Patrik Berger.

### Anni 2010

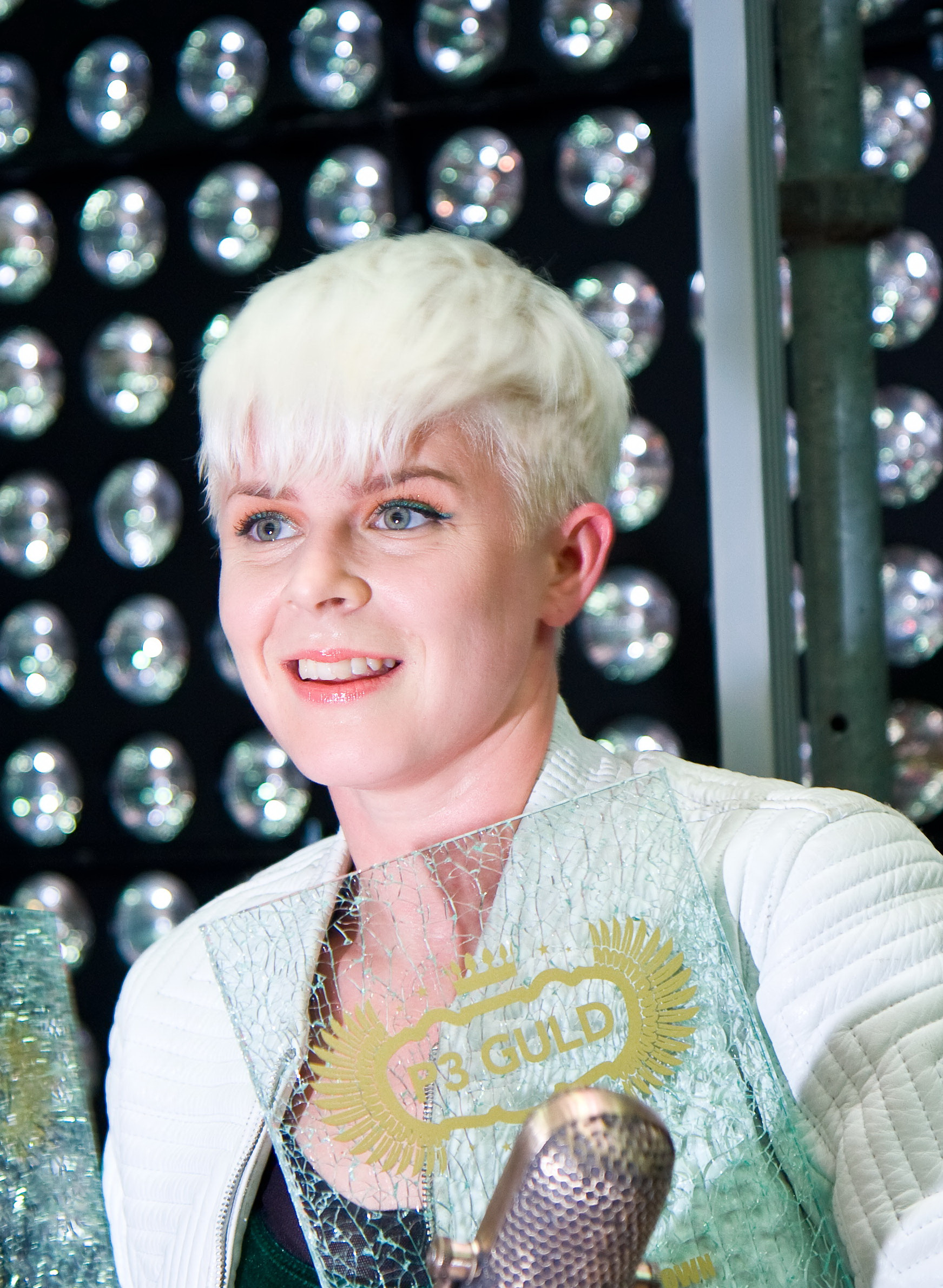
Robyn nel 2011.

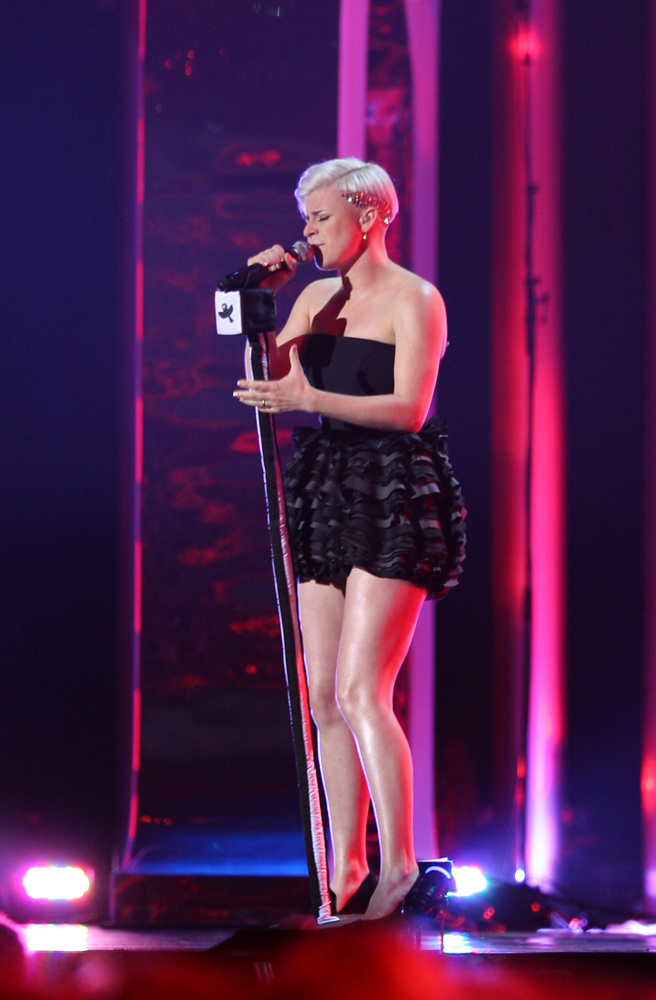
Robyn in concerto per il Premio Nobel per la pace 2008.

Nel giugno 2010 pubblica un disco chiamato Body Talk Pt. 1. Si tratta del primo lavoro dopo Robyn del 2005. A lanciare questa opera è stato scelto il singolo Dancing on my own, di grande successo radiofonico, anche in Italia dove il singolo segna la sua definitiva affermazione. Nel periodo luglio-agosto 2010 si esibisce dal vivo per supportare Kelis.
Nel settembre 2010 pubblica Body Talk Pt. 2 preceduto da una versione dance del brano Hang with Me già presente nel disco precedente. L'album contiene il duetto annunciato con Snoop Dogg. Nel 2010 collabora anche con deadmau5.
Nell'ottobre 2010 annuncia il singolo Indestructible (pubblicato in novembre) e i dettagli del suo album Body Talk. Collabora con Max Martin per il brano Time Machine.
Nel 2013 insieme al gruppo comico The Lonely Island incide il singolo Go kindergarten (inserito nell'album The Wack Album).
Partecipa nello stesso anno al progetto-video U Should Know Better.
Nel maggio 2014 pubblica un nuovo lavoro con i Röyksopp rappresentato dal mini-album collaborativo Do It Again.
Nel 2018 pubblica un nuovo singolo, Missing U, co-prodotto e co-scritto con Klas Åhlund e con Joseph Mount.
Il 28 Ottobre 2018 esce il suo nuovo album Honey dove sono presenti collaborazioni con Joseph Mount di Metronomy, Klas Åhlund, Adam Bainbridge, Mr. Tophat e Zhala. È stato definito un "significativo allontanamento dall'elegante electro-pop" della serie di album di Body Talk.

## Discografia

### Album in studio
- 1995 - Robyn Is Here
- 1999 - My Truth
- 2002 - Don't Stop the Music
- 2005 - Robyn
- 2010 - Body Talk Pt. 1
- 2010 - Body Talk Pt. 2
- 2010 - Body Talk
- 2018 - Honey

### EP
- 2006 - The Rakamonie EP
- 2009 - The Cherrytree Sessions
- 2010 - Body Talk Pt. 3
- 2014 - Do It Again (con i Röyksopp)

### Compilation
- 2004 - Robyn's Best
- 2006 - Det bästa med Robyn

### Singoli
- 1995 - You've Got that Something
- 1995 - Do You Really Want Me (Show Respect)
- 1996 - Do You Know (What It Takes)
- 1997 - Show Me Love
- 1999 - Electric
- 1999 - Play
- 2000 - My Only Reason
- 2002 - Keep This Fire Burning
- 2003 - Don't Stop the Music
- 2005 - Be Mine!
- 2005 - Who's That Girl
- 2005 - Handle Me
- 2006 - Dream On (Christian Falk feat. Robyn & Ola Salo)
- 2007 - Konichiwa Bitches
- 2007 - With Every Heartbeat (con Kleerup)
- 2008 - Cobrastyle
- 2009 - The Girl and the Robot (Röyksopp feat. Robyn)
- 2010 - Dancing on My Own
- 2010 - Hang with Me
- 2010 - Indestructible
- 2010 - Dancehall Queen
- 2011 - Call Your Girlfriend
- 2013 - U Should Know Better (ft. Snoop Dogg)
- 2018 - Missing U

## Konichiwa Records
La Konichiwa Records è un'etichetta discografica fondata dalla cantante pop svedese Robyn. L'etichetta attualmente pubblica solo gli album della stessa Robyn e quelli dell'artista svedese Zhala. "Konichiwa" è un errore ortografico del saluto giapponese "Konnichiwa".
Robyn ha avuto uno scontro con la sua precedente etichetta, la Jive Records, a causa del suono del suo nuovo materiale, orientato all'elettropop. Inoltre ai dirigenti dell'etichetta non piaceva il suono della sua canzone Who's That Girl (che è successivamente entrata in classifica al numero 26 in Gran Bretagna e al numero 37 in Svezia). Robyn decise quindi di lavorare da sola. All'inizio del 2005, Robyn annunciò che avrebbe lasciato la Jive Records per fondare una sua etichetta personale. Fu così fondata la Konichiwa Records, con l'obiettivo prefissato di liberare artisticamente la stessa Robyn. Al contrario di molti musicisti, Robyn annunciò sul suo sito che il suo nuovo album sarebbe stato pubblicato prima del previsto, e segnalò la presenza sull'album di numerosi collaboratori, tra cui Klas Åhlund dei Teddybears STHLM, del duo svedese dei The Knife e dell'ex produttore dei Cherion Alexander Kronlund.
Robyn prese la decisione di pubblicare un nuovo album e ben 6 singoli. Questo portò ad un ritorno internazionale con delle buone posizioni in classifica negli USA, in Gran Bretagna ed in Svezia. Decise anche di non mettere sotto contratto nessun artista nella sua etichetta perché non era interessata a diventare un grande produttore ma voleva soltanto concentrarsi sulla propria musica.
Questi sono i singoli e gli album pubblicati dall'etichetta:
| Data di pubblicazione | Titolo  | Posizione raggiunta | Posizione raggiunta | Posizione raggiunta |
| Data di pubblicazione | Titolo  | SWE                 | USA                 | UK                  |
| --------------------- | ------- | ------------------- | ------------------- | ------------------- |
| 2005/2007/2008        | "Robyn" | 1                   | 100                 | 11                  |

| Data di pubblicazione | Titolo                                 | Album | Posizione raggiunta | Posizione raggiunta | Posizione raggiunta |
| Data di pubblicazione | Titolo                                 | Album | SWE                 | USA                 | UK                  |
| --------------------- | -------------------------------------- | ----- | ------------------- | ------------------- | ------------------- |
| 2005/2008             | "Be Mine!"                             | Robyn | 3                   | -                   | 10                  |
| 2005/2008             | "Who's That Girl"                      | Robyn | 37                  | -                   | 26                  |
| 2006/2007/2008        | "Handle Me"                            | Robyn | -                   | 4                   | 17                  |
| 2006                  | "Crash and Burn Girl"                  | Robyn | -                   | -                   | -                   |
| 2007                  | "Konichiwa Bitches"                    | Robyn | -                   | -                   | 98                  |
| 2007/2008             | "With Every Heartbeat" (feat. Kleerup) | Robyn | 18                  | 5                   | 1                   |